# 混合用途开发
混合用途开发（英語：Mixed-use development）是城市在开发、设计、规划和使用分区時，将住宅、商业設施、寫字樓、文化設施、娱乐設施、餐飲設施等多种用途的設施融合到一个空间中。 這些空间可以指单个建筑物、街区或社区，並且可能由私人开发商、國企共同參與建設。人們可以在一個新建筑內進行混合用途開發，也可以對现有建筑進行再利用和再開發，或者對新舊建築進行組合開發。